# متالورژی مکانیکی (کتاب)
متالورژی مکانیکی کتابی از جورج ای. دیتر با ترجمهٔ شهره شهیدی است که در سال ۱۳۶۹ منتشر و در مراسم کتاب سال جمهوری اسلامی ایران به‌عنوان کتاب برگزیده معرفی شد.